# Anders Klevmarken
Nils Anders Klevmarken, född 1941, är en svensk ekonom. Han är professor emeritus i ekonometri vid Uppsala universitet. Han disputerade 1972 vid Stockholms universitet.